# Alpinia submutica
Alpinia submutica är en enhjärtbladig växtart som beskrevs av Karl Moritz Schumann. Alpinia submutica ingår i släktet Alpinia och familjen Zingiberaceae.
Artens utbredningsområde är Java. Inga underarter finns listade i Catalogue of Life.